# George Allan
George Horsburgh Allan (ur. 23 sierpnia 1875 w Linlithgow, zm. 17 października 1899 w Elie) – szkocki piłkarz występujący na pozycji napastnika.

## Życiorys
Treningi rozpoczął w wieku juniorskim w zespole Broxburn Shamrock. W 1893 przeszedł do zespołu Bo’ness, a następnie grał w Leith Athletic, klubie rywalizującym w rozgrywkach Scottish First Division. W 1895 odszedł do angielskiego Liverpoolu, z którym w edycji 1895/1896 wywalczył awans z Division Two do Division One. W tamtym sezonie został również królem strzelców Division Two. W sezonie 1897/1898 był zawodnikiem Celtiku, z którym zdobył mistrzostwo oraz Puchar Szkocji. Następnie wrócił do Liverpoolu, w którego barwach rozegrał sezon 1898/1899, ostatni w swojej karierze.
W reprezentacji Szkocji wystąpił jeden raz, 3 kwietnia 1897 w wygranym 2:1 meczu British Home Championship z Anglią.
Zmarł na gruźlicę.